# Tektaphos (Lapithe)

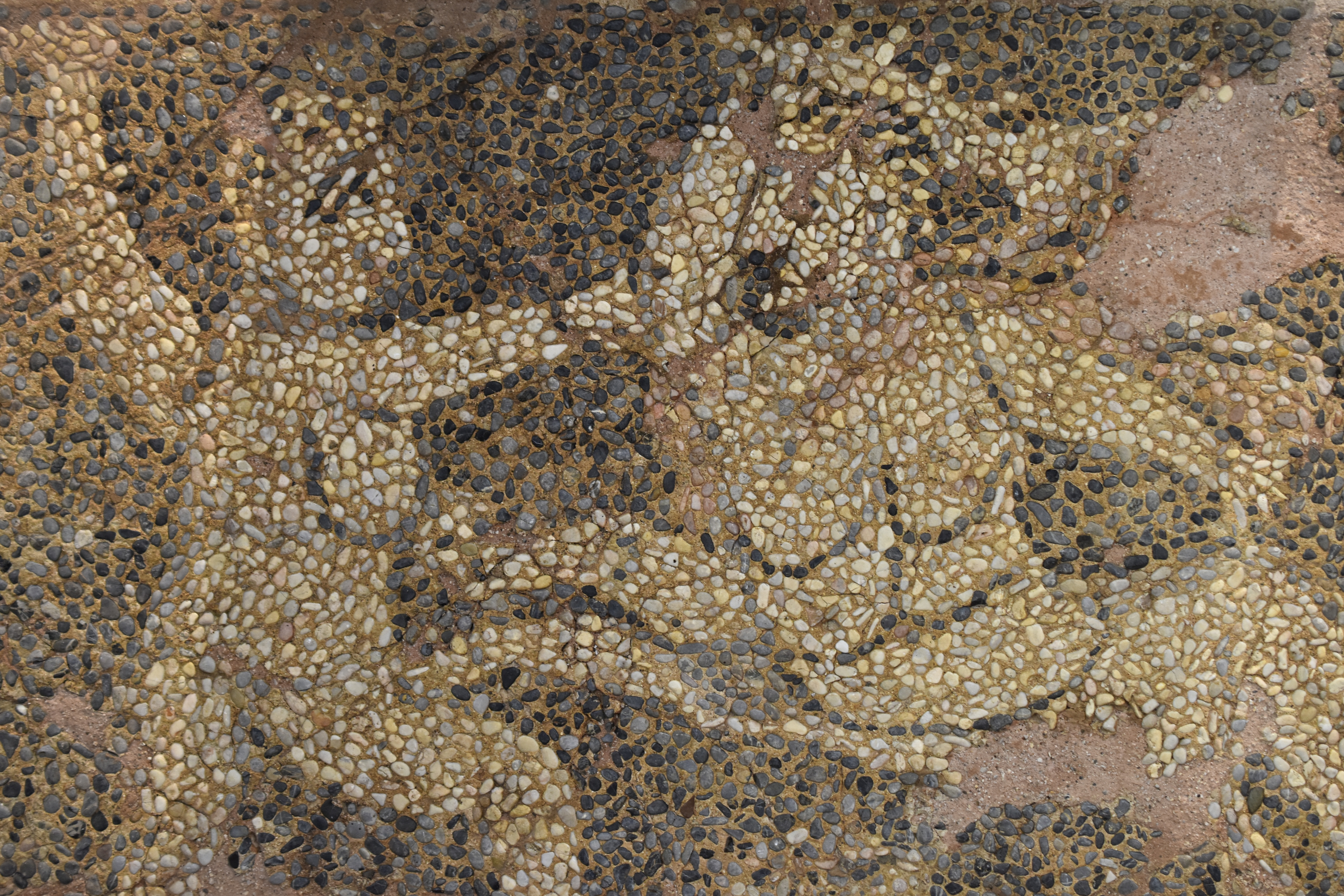
Mosaik, 2. Jh. v. Chr., Lapithe und Kentaur im Kampf

Tektaphos, Sohn eines sonst unbekannten Olenos, ist in der griechischen Mythologie ein Lapithe, der in der Kentauromachie auf der Hochzeit des Peirithoos vom Kentauren Phaiokomes getötet wird. Einzige Quelle ist das zwölfte Buch der ovidianischen Metamorphosen.

## Name und Genealogie
Der Name kommt vom griechischen Τέκταφος, Téktaphos, griechisch und deutsch mit gleicher Betonung auch Téctaphus, da das α/a in der vorletzten Silbe kurz ist. Ovid bezeichnet ihn im Akkusativ als einen „Tectaphon Oleniden“ (433), das heißt, er ist ein Olenide, ein Sohn des sonst unbekannten Olenos (Ὄλενος, Ólenos). Das sind wohl Erfindungen Ovids, denn „ein Lapithe dieses Namens ist anderweitig ebensowenig bekannt wie sein Vater Olenus.“ Die Bedeutung des ersten Bestandteils des Namens (τεκτα, tekta) lässt sich ableiten von τέκτων, téktōn, Werkmeister, der zweite Bestandteil (φος, phos) möglicherweise von φάος, Licht, Heil, Rettung. Der Name verleiht ihm eine gewisse heroische Dimension, die er aber im Kampf nicht einlösen kann. 

## Mythos
Ovid lässt den alten Nestor vor Troja die Kentauromachie erzählen, war er doch selbst dabei. In der Heeresversammlung rühmt er sich seiner vergangenen Heldentaten, um seine Kampfgenossen anzuspornen. Im vorliegenden Abschnitt der Schlacht beginnt er mit Tektaphos‘ Untergang und endet mit dem Tod des Phaiokomes, dazwischen finden sich Vergleiche mit dem tödlich getroffenen Tektaphos.

### Inhalt und Text
Erster Teil, Phaiokomes tötet Tektaphos: „429 Er auch stehet mir (Nestor) noch, Phaeocomes, immer vor Augen ... mit dem geschleuderten Klotz, den kaum zwei Gespanne bewegten, / traf er (Phaeocomes) des Olenos Sohn, den Tectaphus, malmend am Scheitel.“ 
Zweiter Teil, Folgen des Treffers und Vergleiche: „434 Weithin barst von der Wucht das bewegliche Haupt; aus der hohlen / Nase zugleich und dem Mund, aus den Augen hervor und den Ohren / quillet das weiche Gehirn, wie aus dem Geflecht die verdickte / Milch abfließt, wie Öl beim Drucke des löchrigen Durchschlags / 438 tropfet heraus und träge sich drängt aus den engenden Löchern.“
Dritter Teil, Nestor tötet Phaiokomes: „Wie den Erlegten (Tektaphos) der Feind (Phaiokomes) nun wollte der Waffen entkleiden, / 440 streckte den Plündernden (Phaiokomes) hin mein (Nestors) Schwert.“ (Text, Übersetzung Suchier, siehe Quellen)

### Erläuterungen
Ovid bringt mit dieser Geschichte Nestor als Erzähler (429: Es steht mir vor Augen) und damaligen Kampfteilnehmer (440: streckte ihn hin mein Schwert) wieder in Erinnerung, zuerst sein Bericht über Tektaphos‘ Untergang und dann seine eigene Racheaktion gegen Phaiokomes.
Die dazwischenliegende detaillierte und vergleichende Beschreibung der Folgen des brutalen Treffers (434–438) stammt wohl nicht von Ovid, da sie „nur von jüngerer Hand am Rande nachgetragen, überliefert“ wird. Doch der makabre Vergleich des zerschmetterten Kopfes mit dem Durchsieben von Milch und Öl „entspricht vielfach geübter ovidischer Praxis“ und ließ sich deshalb anfangs unentdeckt einbauen. Tektaphos‘ Untergang wird so verlängert und mehr gewichtet. Für Ovid aber liefert er nur den Übergang zu Nestors Heldentaten, der danach gleich noch zwei Kentauren erlegt. Immerhin hebt er ihn mit seinem „heroischen“ Namen und mit Nennung seiner Abstammung aus der Masse heraus.